# Lockheed JetStar
Lockheed JetStar (позначення виробника L-329 та L-1329; в ВПС США — C-140) — американський реактивний адміністративний літак (бізнес-джет). Розроблений та серійно вироблявся підприємством Lockheed Corporation з 1960 по 1978 р. Перший реактивний літак, спеціально спроектований для адміністративних перевезень. Всього випущено 204 літаків.

## Розробка
Літак JetStar розроблявся компанією Lockheed в ініціативному порядку. Перший політ прототипу був виконаний 4 вересня 1957 року. Було побудовано два прототипи, оснащених двома двигунами Bristol-Siddeley Orpheus; другий прототип був оснащений витягнутими паливними баками, вбудованими в крило. Через розбіжності, що виникли з компаній Bristol-Siddeley не вдалося організувати виробництво двигунів Orpheus в США, як передбачалося в ході проекту. В результаті компанія Lockheed змінила конфігурацію літака. Другий прототип в 1959 році був оснащений чотирма двигунами Pratt & Whitney JT12. Паливні баки були прибрані з крила. У такому вигляді літак був схвалений до виробництва і пішов у серію (та комерційну експлуатацію) в 1961 році.
16 літаків першої серії були закуплені ВПС США і позначені як C-140A. Літаки використовувалися для адміністративних перевезень армійського керівництва та для калібрування засобів радіонавігації. Згодом для цих цілей були закуплені ще 11 літаків. Дані машини використовувалися до 1980-х років. Кілька літаків у варіанті для перевезення військового керівництва були закуплені Німеччиною і Канадою.
Нові нормативи щодо шумності літаків у США, а також висока витрата палива літаками перших серій, спонукали до модернізації літака. На JetStar було встановлено турбовентиляторні двигуни Garrett AiResearch TFE731 і знову встановлені зовнішні баки на крилах. Нова машина отримала позначення 731 JetStar, а згодом — JetStar 2. 40 літаків цієї серії було випущено з 1976 по 1979 роки.

## Конструкція літака
Літак JetStar виконаний за звичайною аеродинамічною схемою моноплана з низько розташованни крилом. Стріловидність крила — 30°. Крило обладнане великими паливними баками, розташованими поперек конструкції крила і випнутими вперед і назад. Механізація крила складається з предкрилка та двохщілистих закрилків. Горизонтальний цільновідхиляємий стабілізатор розташований посередині кілю. Внизу фюзеляжу розташоване повітряне гальмо. Чотири двигуна розташовані попарно в задній частині фюзеляжу.
JetStar — відносно великий літак для свого класу. Максимальна злітна вага наближається до 20 т. У стандартному компонуванні салону (з туалетною кімнатою) літак розрахований на перевезення 8 пасажирів, в ущільненому компонуванні — до 10. Центральний прохід в салоні нижче крісел для забезпечення достатньої висоти стелі салону.
Модель JetStar 2 відрізняється, крім інших двигунів, дещо іншими обводами фюзеляжу та крила.

## Модифікації
- Lockheed JetStar I — базова версія повітряного судна[1]
- Lockheed JetStar II — покращений варіант літака, оснащений потужними авіадвигунами Garrett TFE731-3 тягою в 16,5 кН.
- Lockheed JetStar 731 — модернізований варіант літака, оснащений додатковими паливними баками
- Lockheed C-140A — спеціальна версія військового літака
- Lockheed C-140B — вантажопасажирський варіант повітряного судна, розроблений на замовлення ВПС США
- Lockheed VC-140B — VIP-літак створений за замовленням військово-повітряних сил США
- Lockheed C-140C — модифікований варіант військового повітряного судна, розроблений для ВМС США
- Lockheed T-40 — проект військового тренувального літака
- Lockheed AAI FanStar — модернізована версія літака, оснащена двома двигунами General Electric CF34

## Експлуатація

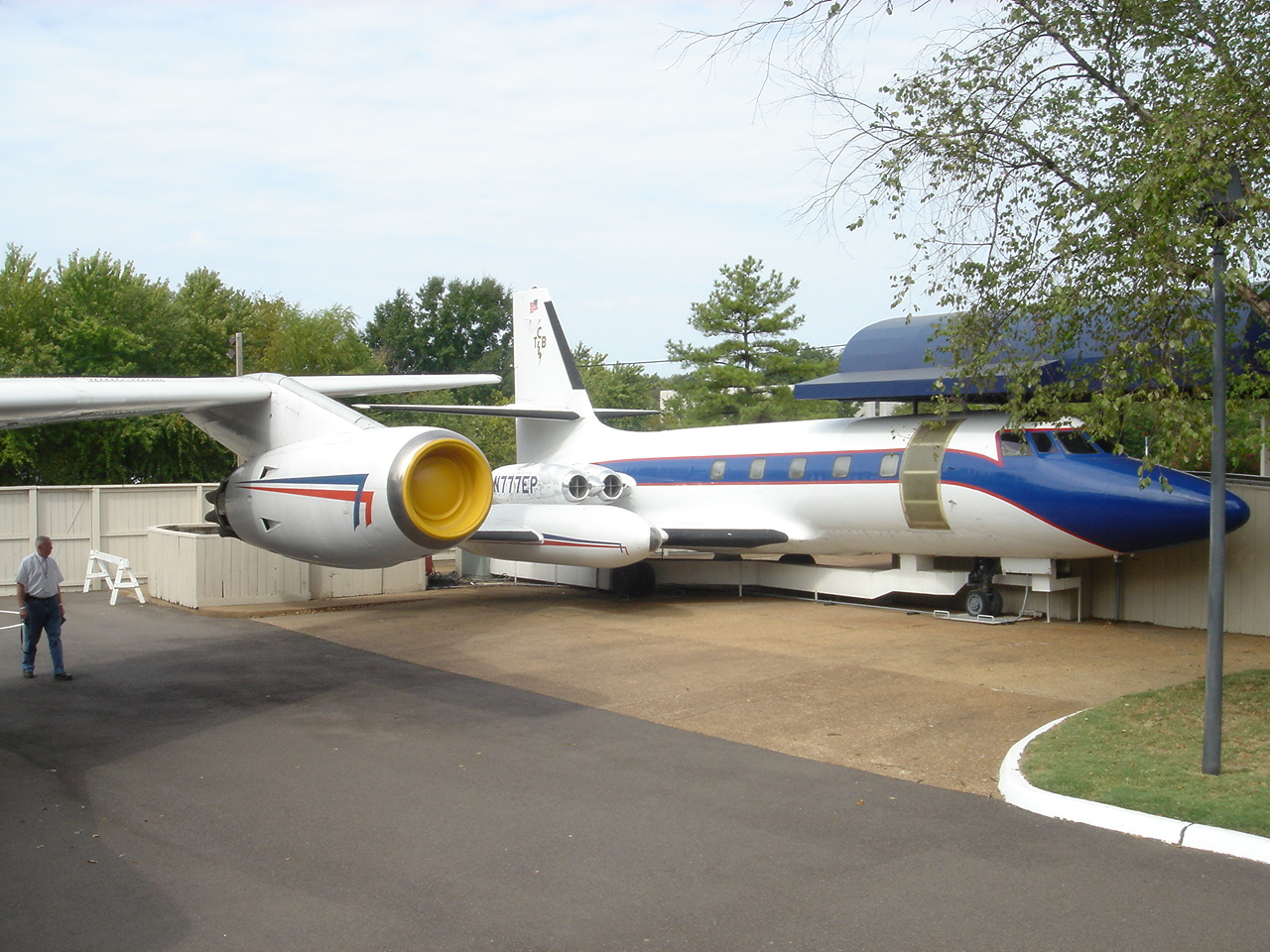
JetStar Елвіса Преслі

Літак використовувався цивільними авіаперевізниками Канади (Міністерство транспорту) та Іраком (Iraqi Airways). Серед військових експлуатантів — військові відомства ФРН, Індонезії, Ірану, Іраку, Кувейту, Лівії, Мексики, США, Саудівської Аравії.
Серед відомих приватних власників літака був популярний американський співак Елвіс Преслі, експлуатував модель Lockheed L-1329 JetStar 6. Вже не працюючий літак було продано на аукціоні за 430 тисяч доларів.

## Технічні характеристики
- Екіпаж: 2 пілота + стюард
- Пасажиромісткість: 8-10
- Довжина: 18.41 м
- Розмах крил: 16.59 м
- Висота: 6.22 м
- Площа крила: 50.4 м²
- Вага (порожній): 11 226 кг
- Максимальна злітна вага: 20, 185 кг
- Силова установка: 4 × Garrett TFE731-3 тягою 16.5 кН кожен
- Максимальна швидкість: 880 км / год на висоті 9 145 м
- Крейсерська швидкість: 811 км / год
- Дальність: до 4 820 км
- Практична стеля: 13 105 м